# Emmanuel Macron

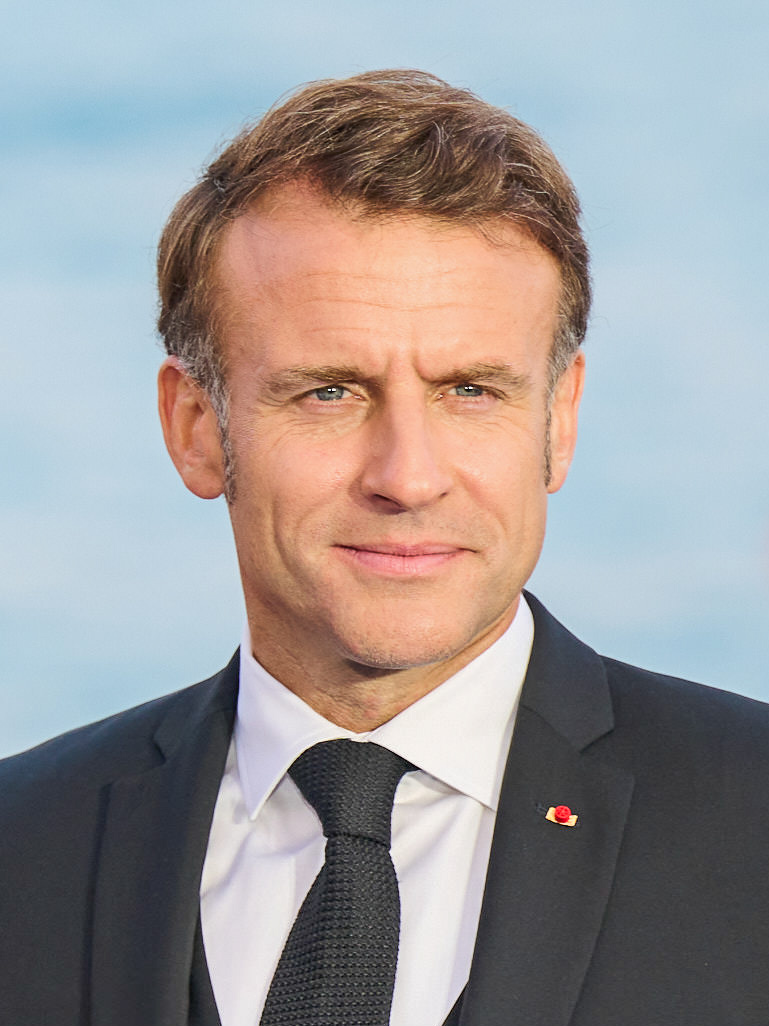
Emmanuel Macron (2025)

Emmanuel Jean-Michel Frédéric Macron [emaˈnɥɛl ʒɑ̃ miˈʃɛl fʁedeˈʁik maˈkʁɔ̃] (* 21. Dezember 1977 in Amiens) ist seit Mai 2017 Staatspräsident der Französischen Republik und Kofürst des Fürstentums Andorra. Er war von 2006 bis 2009 Mitglied der Sozialistischen Partei (Parti Socialiste, PS) und von August 2014 bis August 2016 Wirtschaftsminister im Kabinett Valls II unter Staatspräsident François Hollande (PS). Macron trat mit liberalen Positionen als Kandidat zur französischen Präsidentschaftswahl 2017 mit der von ihm gegründeten Partei En Marche (EM), später La République en Marche (LREM) und seit 2022 Renaissance (RE), an. Bei den Präsidentschaftswahlen im April 2022 wurde er für eine zweite Amtszeit gewählt.

## Werdegang

### Herkunft und Ausbildung
Macron wurde in der Stadt Amiens im nordfranzösischen Département Somme geboren. Sein Vater, Jean-Michel Macron, ist Professor für Neurologie; seine Mutter, Françoise Macron-Noguès, ist Kinderärztin und arbeitet beratend bei der gesetzlichen Sozialversicherung. Macron hat einen jüngeren Bruder, Laurent (* 1979), und eine jüngere Schwester, Estelle (* 1982), die wie die Eltern Ärzte sind, sowie einen Halbbruder, Gabriel, aus der zweiten Ehe seines Vaters mit der Psychiaterin Hélène Joly. Macrons Eltern ließen sich im Jahr 2010 scheiden. Aus einer nichtreligiösen Familie stammend, ließ sich Macron als Zwölfjähriger bei Eintritt in die Jesuitenschule La Providence auf eigenen Wunsch römisch-katholisch taufen. Mit 16 Jahren belegte Macron beim Schülerwettbewerb Concours général in Französisch den ersten Platz in seiner Region. Zehn Jahre lang erhielt er Klavierunterricht am Konservatorium von Amiens und gewann dort einen dritten Preis. Sein Baccalauréat (Abitur) erhielt er am renommierten Lycée Henri IV in Paris. Emmanuel Macron erklärt seine Leidenschaft für Literatur durch den Einfluss seiner Großmutter mütterlicherseits Germaine Noguès, einer Geografielehrerin und späteren Schulleiterin, die er liebevoll „Manette“ nennt.
Macron besuchte während zwei Jahren die geisteswissenschaftlichen Vorbereitungsklassen (hypokhâgne und khâgne) für die Zulassungsprüfung zur École normale supérieure (ENS) in Paris, die von jährlich rund 6000 Bewerbern nach einem strengen Wettbewerb 200 zulässt; Macron wurde nicht angenommen. Daraufhin studierte er Philosophie an der Universität Paris-Nanterre mit den Abschlüssen Maîtrise und Diplôme d'études approfondies (DEA). Abschlussarbeiten schrieb er über Machiavelli und Hegel.
Während dieser Zeit arbeitete er von 1999 bis 2001 als Assistent des in Nanterre lehrenden Philosophen Paul Ricœur. Zusätzlich erwarb er 2001 das Diplom des Institut d’études politiques de Paris (Sciences Po).
Die Aufnahmeprüfung zur Verwaltungshochschule École nationale d’administration (ENA) in Straßburg bestand Macron im zweiten Versuch, gehörte dann aber zu den Besten seines Jahrgangs, der Abschlussklasse „Léopold Senghor“ (2002–2004).
Aus seinem Jahrgang rekrutierte er später zahlreiche Freunde zur Unterstützung seiner Präsidentschaftskampagne. Während seiner Zeit an der ENA spielte er, wie schon in seiner Jugend in Amiens, Theater und schrieb sich zusätzlich an der Schauspielschule Cours Florent ein. Praktika führten ihn in die Präfektur des Départements Oise sowie ein halbes Jahr an die französische Botschaft in Abuja, Nigeria.

### Berufstätigkeit vor der Annahme politischer Ämter

#### In der staatlichen Finanzinspektion
Nach seinem ENA-Abschluss wurde Macron eine Stellung in einer der drei höchsten Institutionen der Staatsverwaltung angeboten, und so arbeitete er ab 2005 als Finanzdirektor im öffentlichen Dienst bei der Inspection des Finances im Finanzministerium, die als finanzpolitische Leitzentrale des französischen Staates gilt. Hier lernte Macron Jacques Attali kennen, einen Wirtschaftsprofessor, Publizisten und langjährigen Berater von Staatspräsident François Mitterrand, der ihn dem neuen Präsidenten, François Hollande, als Berater empfahl.

#### Als Investmentbanker
Nach seiner Tätigkeit im Finanzministerium arbeitete Macron im Institut Montaigne, einer wirtschaftsliberalen Denkfabrik in Paris. Eingeführt von seinem Förderer, Jacques Attali, und Serge Weinberg, dem ehemaligen Vorstandsvorsitzenden von La Redoute und Verwaltungsratspräsidenten von Sanofi, erhielt er 2008 im Alter von 31 Jahren eine Stellung im Investmentbanking bei Rothschild & Cie in Paris.
Zwei Jahre später wurde er Partner (associé-gérant) bei Rothschild.
Im Jahr 2012 begleitete Macron eine der größten Übernahmen des Jahres, den Kauf der Babynahrungssparte des US-amerikanischen Konzerns Pfizer durch Nestlé für 11,9 Milliarden US-Dollar. Das linke Wochenmagazin L’Obs bezeichnete Macron in der Rückschau auf das Jahr als „l’enfant prodige de l’Elysée“ („Wunderknabe aus dem Élysée-Palast“).

## Politische Laufbahn bis 2017

### Tätigkeit im Präsidialamt und Ernennung zum Wirtschaftsminister
Als François Hollande im Mai 2012 die Präsidentschaftswahl gewann, gab Macron seine Stellung bei der Investmentbank Rothschild & Cie auf, wechselte in den Präsidialstab und wurde Hollandes Berater für Wirtschafts- und Finanzpolitik. Zudem war er von Mai 2012 bis Juni 2014 als stellvertretender Generalsekretär des Präsidialamtes im Élysée-Palast tätig.

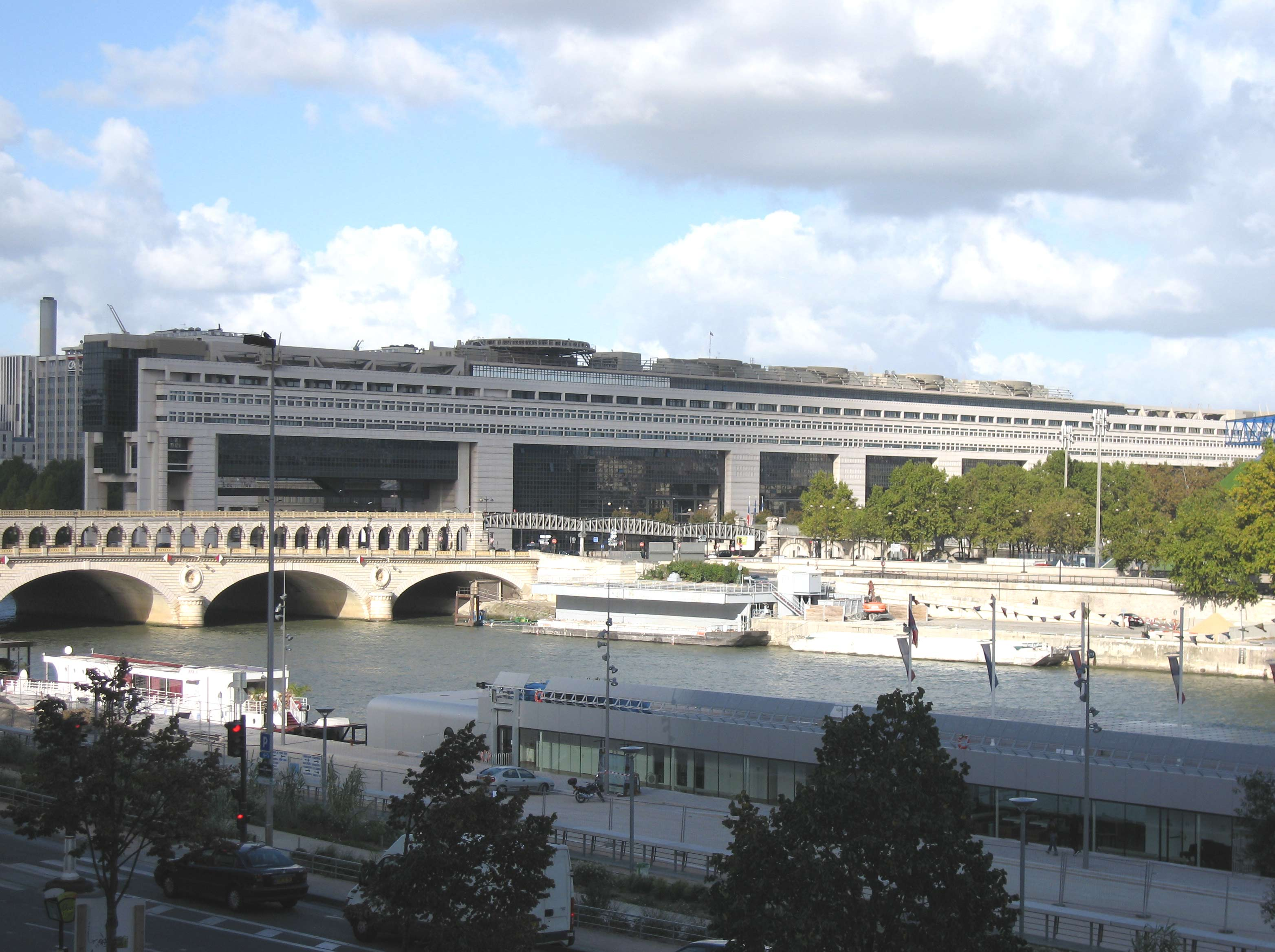
Das Gebäude des Ministère de l’Economie et des Finances, zu Deutsch Ministerium für Wirtschaft und Finanzen, wird auch nach dem Pariser Stadtteil Bercy genannt

Im Wahlkampf hatte Hollande Frankreich als erbitterten „Gegner der Finanzmärkte“ bezeichnet und Arnaud Montebourg, einen Globalisierungskritiker, zum Wirtschaftsminister ernannt. Macron hatte als Berater des Präsidialstabs die Funktion, als wirtschaftsfreundliches Gegengewicht zu Montebourg zu agieren. Macron galt als Mann ohne eigene Hausmacht in der Partei, der keinem Flügel zugerechnet werden konnte.
Als sich der US-amerikanische Konzern General Electric 2014 anschickte, das französische Unternehmen Alstom zu übernehmen, wollte Montebourg es vorbeugend verstaatlichen. Macron gelang es, sowohl Hollande als auch Valls zu überzeugen, diesen Schritt nicht zu unterstützen. Im Vorfeld hatte er ohne Wissen Montebourgs eine Beratungsfirma beauftragt, verschiedene Übernahmeszenarien zu prüfen. In diesem Zusammenhang verkündete er: „Wir sind nicht berechtigt, uns einzumischen. Wir haben keine dirigistische Wirtschaft, schließlich sind wir nicht in Venezuela.“
Mitte 2014 erwog Macron, von seiner Beratertätigkeit im Élysée-Palast zurückzutreten, da er keine Möglichkeit sah, ohne Unterstützung eines Parteiflügels Minister zu werden. Nach dem schlechten Abschneiden des linken Regierungsbündnisses bei den Kommunalwahlen im März 2014 war es Montebourg gelungen, Finanzminister Pierre Moscovici aus dem Amt zu drängen und wichtige Teile des Finanzministeriums in sein Ressort einzugliedern. Dies galt als Sieg des linken Flügels in der Regierung Hollandes. Die Situation änderte sich, als sich im Sommer 2014 der Konflikt zwischen linkem und rechtem Flügel verstärkte. Vertreter der Linken forderten die Aufgabe des Sparkurses der Regierung und eine veränderte Währungspolitik. Dies führte zur Auflösung des Kabinetts Valls I.
Die linken Minister, Arnaud Montebourg, Benoît Hamon und Aurélie Filippetti, schieden aus, und das Kabinett Valls II wurde gebildet. Am 26. August 2014 ernannte Präsident Hollande Macron zum Minister für Wirtschaft, Industrie und Digitales. Dies wurde als Signal gedeutet, Hollande strebe einen unternehmerfreundlicheren Kurs an und wolle eine Konfrontation mit Deutschland über die Euro-Währungspolitik vermeiden. In der Presse wurde Macron mehrfach als „Anti-Montebourg“ bezeichnet. 2014 nahm Macron an der Bilderberg-Konferenz teil und hielt dort einen Vortrag über den Zustand der französischen Wirtschaft.

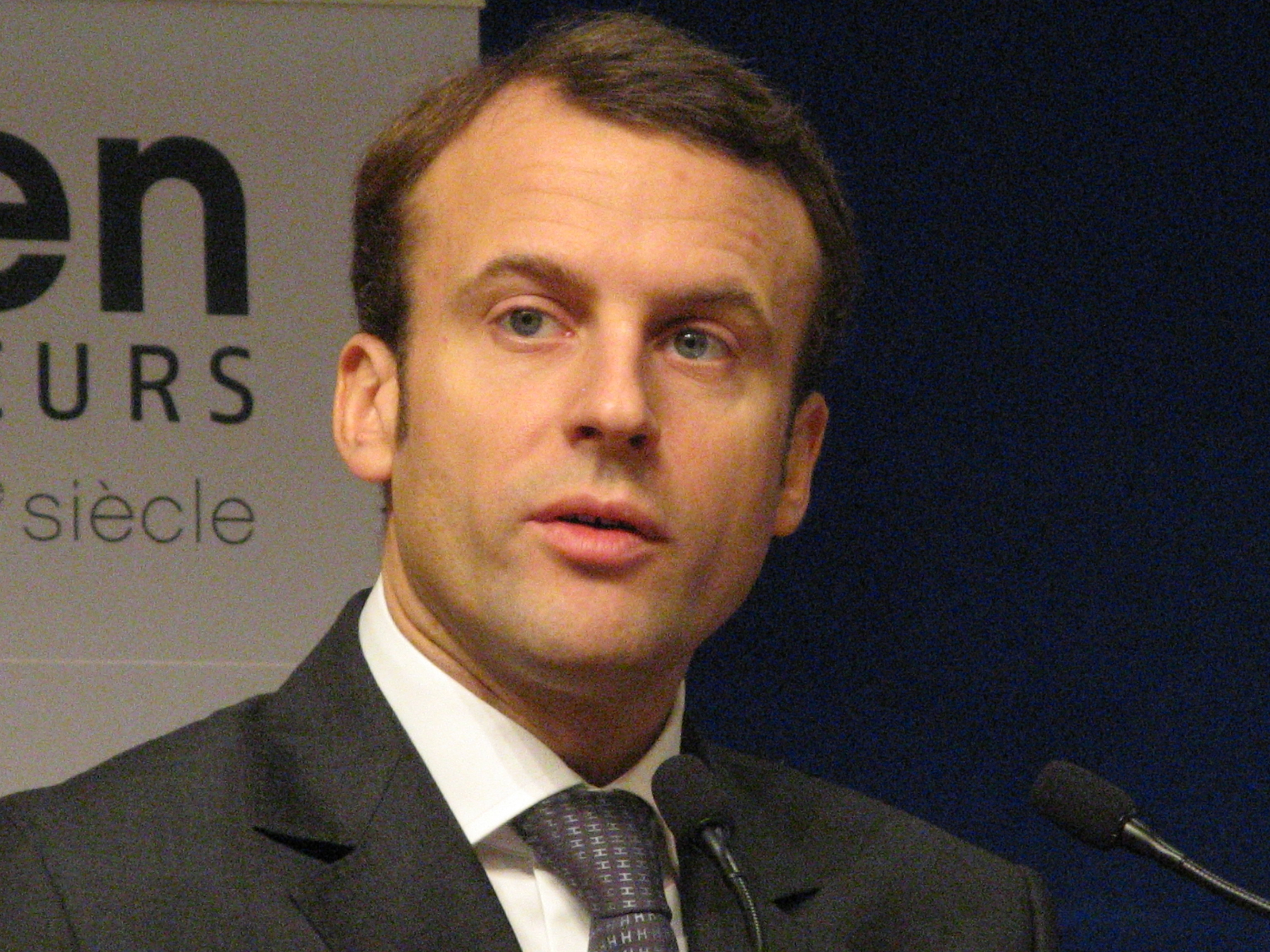
Emmanuel Macron (2014)

Macron stand für einen Reformkurs, der mit der sozialdemokratischen Linie brach:
Er war es, der als wichtigster Wirtschaftsberater Hollandes federführend ein Reformpaket (Pacte de Responsabilité et Solidarité) entwarf, das unter anderem mit Steuererleichterungen für Unternehmen die französische Wirtschaft ankurbeln sollte. Macron ermöglichte dabei den Verkauf des Telekommunikationsanbieters SFR an Patrick Drahi, den sein Vorgänger, Montebourg, hatte verhindern wollen.
Er strebte zudem eine Erweiterung der Öffnungszeiten der Geschäfte an und erwirkte die Liberalisierung des Fernbusverkehrs. Im Herbst 2014 forderte Macron von Deutschland ein Programm über 50 Milliarden Euro zur Belebung der Wirtschaft in der Eurozone. Nach dem Abgang der linken Minister um Montebourg und Hamon gab es Konflikte innerhalb des PS. Bis zu einem Drittel der sozialistischen Abgeordneten stimmten gegen wichtige Gesetzesvorhaben der Regierung, die so bei mehreren Abstimmungen in der Nationalversammlung keine Mehrheit hatte. Der Premierminister, Manuel Valls, konnte Reformen nur noch per Notverordnung gemäß Artikel 49 Absatz 3 der französischen Verfassung durchsetzen.
Am 17. Februar 2015 wurde Macrons Reformpaket der Nationalversammlung als Gesetzentwurf (loi Macron) vorgelegt. In langwierigen parlamentarischen Beratungen mit etwa 3000 Änderungsanträgen wuchs der Entwurf zu einem aus 200 Artikeln bestehenden Gesetzestext an. Sollte das Gesetz ursprünglich wirtschaftsfreundlich sein und den Arbeitsmarkt liberalisieren, so galt die in Kraft getretene Version rechten Kritikern als zu kompliziert und dem linken Flügel des PS als Abbau des Sozialstaats. Dabei tastete die loi Macron weder die 35-Stunden-Woche noch den Kündigungsschutz oder Mindestlohn an.
Die Gewerkschaft CGT (Confédération générale du travail) führte eine Reihe von Aktionen gegen das Gesetz durch.
Nach einer polemischen Auseinandersetzung Macrons mit demonstrierenden Gewerkschaftern im Mai 2016 galt er vielen PS-Mitgliedern als rotes Tuch; unter anderem sagte er, wer sich einen Anzug leisten wolle, müsse dafür schuften. So forderten Umfragen zufolge 52 Prozent der Franzosen im Juni 2016 seinen Rücktritt vom Ministeramt. Bekannt war auch das angespannte Verhältnis Macrons zu Manuel Valls, mit dem es zu harten Auseinandersetzungen gekommen sein soll. Im Juli 2016 drohte Hollande Macron mit Entlassung. Am 30. August 2016 trat Macron zurück. Intern galt sein Rücktritt nicht als überraschend. Zu diesem Zeitpunkt hatte er sein Budget für Repräsentationsaufgaben (frais de représentation) bereits zu 80 Prozent aufgebraucht, was darauf schließen ließ, dass er nicht bis zum Ende des Jahres im Amt bleiben wollte.

### Parteigründung und Präsidentschaftskandidatur
Im April 2016, etwa ein Jahr vor der Präsidentschaftswahl 2017, machte Macron die Gründung einer eigenen politischen Bewegung namens En Marche bekannt. Sein Rücktritt am 30. August als Wirtschaftsminister wurde innerhalb des PS sehr kritisch und als „Verrat“ an der Regierung gesehen. Der Premierminister, Manuel Valls, warf Macron fehlende Loyalität vor.
Mit seinem Rücktritt befeuerte Macron Spekulationen über eine eigene Präsidentschaftskandidatur.
Eine Umfrage in der Sozialistischen Partei ergab, dass Macron in einer Kampfabstimmung über die PS-Kandidatur gegen Arnaud Montebourg unterliegen würde. Doch würde er besser als Hollande und Valls abschneiden. Als Macron erklärte, nicht an der Kandidatenwahl des PS teilzunehmen, sondern sich an der Spitze einer neuen „Bewegung“ aufzustellen, schloss der Generalsekretär des PS, Jean-Christophe Cambadélis, eine Unterstützung Macrons durch den PS kategorisch aus.
Macron gab schließlich am 16. November 2016 bekannt, dass er als unabhängiger Kandidat zur Präsidentschaftswahl 2017 antreten werde. Dies sei unwiderruflich, und er werde auch dann antreten, wenn Hollande für eine Wiederwahl kandidiere.
Damit war Macron nach Arnaud Montebourg und Benoît Hamon der dritte ehemalige Minister Hollandes, der seine Präsidentschaftskandidatur erklärte. Macron gelang es in kurzer Zeit, für seine Kandidatur außergewöhnlich hohe Spenden (rund 16 Millionen Euro) zu sammeln. Die Kandidatur Macrons galt als Symbol für die Zersplitterung des linken Parteienspektrums. Manuel Valls kritisierte sie als „unverantwortlichen naiven Alleingang“, der das linke Lager erheblich schwäche.
Macron galt Anfang 2017 als populärer Kandidat, dem zunächst aber nur ein Achtungserfolg zugetraut wurde. Sowohl die Républicains als auch die Sozialistische Partei hatten mit Alain Juppé und Arnaud Montebourg deutlich populärere Kandidaten.
Jedoch führten die internen Vorwahlen in beiden Parteien zu einer Überraschung: Juppé und Montebourg scheiterten, und es gewannen die jeweils extremeren Kandidaten mit drastischeren Programmen. So forderte der Republikaner François Fillon etwa die Entlassung von 500.000 Beamten, und eine Hauptforderung des Sozialisten Benoît Hamon war die Einführung eines bedingungslosen Grundeinkommens, das selbst bei vielen seiner Parteigenossen umstritten war. Für Macron war diese Konstellation ideal, er galt nun als Kandidat des Ausgleichs und der Mitte.
Als im Verlauf des Wahlkampfes gegen Fillon Korruptionsvorwürfe erhoben wurden, drehte sich die Stimmungslage weiter zugunsten Macrons. Bei den Sozialisten spitzte sich unterdessen der Streit zwischen den Parteiflügeln zu. Der unterlegene Kandidat des rechten Flügels, Valls, verweigerte Hamon die Gefolgschaft und erklärte, er werde Macron unterstützen.
Die Sozialisten zerstritten sich in aller Öffentlichkeit. Macron profitierte vom plötzlichen Ansehensverlust der konkurrierenden Parteien, die bis dahin die politische Landschaft Frankreichs bestimmt hatten. Die gleichzeitige Schwäche der Republikaner und der Sozialisten war eine historisch einmalige Konstellation, die die traditionelle Rechts-Links-Spaltung aufhob.
Im Januar 2017 ergaben Umfragen, dass Macron im ersten Wahlgang zwischen 21 und 23 Prozent der Stimmen erzielen und eine anschließende Stichwahl gegen die rechtsextreme Marine Le Pen (ihre Prognose für den ersten Wahlgang: 25 bis 27 Prozent) gewinnen könnte. Zu diesem Zeitpunkt zählte En Marche rund 136.000 Mitglieder, und es waren Spenden in Höhe von 4 Millionen Euro eingegangen. Im Februar geriet Macron wegen seiner Aussagen zur französischen Kolonialzeit in die Kritik – er hatte die französische Kolonisierung bei einem Algerienbesuch als „Verbrechen gegen die Menschlichkeit“ bezeichnet und verlor dadurch in Umfragen mehrere Prozent. Im Februar erklärte der Zentrumspolitiker François Bayrou seine Unterstützung Macrons und damit seinen Verzicht auf eine eigene Präsidentschaftskandidatur, was Macron wieder steigende Umfragewerte einbrachte.
Vorwürfe der Plattform WikiLeaks über mögliche Skandale Macrons stellten sich als unbegründet heraus.
Am 2. März 2017 präsentierte Macron sein Programm für die Präsidentenwahl. Von politischen Beobachtern wurde es als wirtschaftsfreundlich, sozialliberal, pro-europäisch eingeordnet. Fillon erhob den Vorwurf, es sei eine Kopie seines eigenen Programms.
Macron wurde von ehemaligen Weggefährten aus der sozialistischen Regierung mehrfach hart angegriffen. So verglich Vincent Peillon Macron und seine Bewegung En Marche sogar mit Gaskammern, Manuel Valls bezeichnete Macron als Schuft, der keine Grenzen kenne, (« Macron, lui, est méchant [… et …] n’a […] pas de limites »). und François Hollande warf Macron vor, ihn systematisch hintergangen zu haben.
In der ersten Wahlrunde am 23. April 2017 erreichte Emmanuel Macron mit 24 Prozent der Stimmen das beste Ergebnis aller elf Kandidaten und trat daher am 7. Mai in der Stichwahl gegen Marine Le Pen vom Front National an, die in der ersten Runde 21,3 Prozent erreicht hatte. Die in der ersten Runde unterlegenen Kandidaten der Sozialisten und Republikaner, Hamon und Fillon, riefen in der Stichwahl zur Wahl Macrons auf, um eine Präsidentschaft Le Pens zu verhindern. In der Stichwahl erhielt Macron (bei einer Wahlbeteiligung von 74,6 Prozent) 66,1 Prozent der Stimmen.
Die FAZ berichtete im Oktober 2019 über das Buch „Opération Macron“ von Eric Stemmelen, einem ehemaligen Programmdirektor des öffentlich-rechtlichen Fernsehsenders France 2. Die Medien, so eine These Stemmelens, hätten das Drehbuch zu Emmanuel Macrons Machtübernahme geschrieben. Sie gehörten zehn Milliardären, deren Fernseh- und Radiosender einen Marktanteil von über 50 Prozent erreichten. Bei den Tageszeitungen kontrollierten sie 90 Prozent der Gesamtauflage aller französischen Zeitungen. Der Autor spricht von einer „Oligarchie“, die Macron durch Manipulation an die Macht gebracht habe. Der Vorgang habe 2014 mit Macrons Ernennung zum Wirtschaftsminister begonnen. Auch die Untersuchungen gegen François Fillon im Wahlkampf 2017 seien Teil der Kampagne gewesen, die maßgeblich von Jean-Pierre Jouyet angeführt wurde, der mit einer Erbin des Champagner-Hauses Taittinger verheiratet sei. Pierre-Emmanuel Taittinger wollte ursprünglich selbst zur Präsidentschaftswahl 2017 antreten.

### Politische Positionen im Wahlkampf 2017
- Wirtschafts-, Arbeitsmarkt- und Rentenpolitik: Macron fordert einen Abbau von Regulierungen für Unternehmen.[76] Er möchte das Arbeitsrecht auf grundsätzliche Normen beschränken sowie die 35-Stunden-Woche beibehalten, wobei die Branchen und Unternehmen flexiblere Arbeitszeiten aushandeln können sollen.[77] Macron plant den Aufbau eines universellen Rentensystems, das die 37 speziellen Rentensysteme ersetzt und gleichermaßen für Beamte wie Angestellte gilt.[77] Er will die Beibehaltung des Renteneintritts mit 62 Jahren oder nach 42 Jahren Beitragszahlungen bis 2022 garantieren.[77] Arbeitslosenunterstützung fordert er auch für Selbstständige und Freiberufler sowie für Arbeitnehmer, die selbst kündigen. Sie soll jedoch entzogen werden können, bei Ablehnung von akzeptablen Arbeitsangeboten oder fehlendem Engagement bei der Arbeitssuche.[77] Er plant die Streichung von 120.000 Beamtenstellen, außer in Hospitälern.[77] In sozialen Brennpunkten fordert er mehr Lehrer- und Polizistenstellen.[64]
- Finanz- und Steuerpolitik: Macron will die öffentlichen Ausgaben binnen fünf Jahren um 60 Milliarden Euro reduzieren durch Einsparungen im Gesundheitswesen (15 Milliarden Euro), bei den Gebietskörperschaften (10 Milliarden Euro), bei den Staatsausgaben (25 Milliarden Euro), durch Senkung der Arbeitslosigkeit (10 Milliarden Euro). Er plant Investitionen in Höhe von 50 Milliarden Euro, davon 15 Milliarden Euro für Aus- und Weiterbildung, 15 Milliarden Euro für den ökologischen und energetischen Wandel sowie jeweils 5 Milliarden Euro für die Landwirtschaft, das Gesundheitswesen, das Verkehrswesen und die Modernisierung der öffentlichen Verwaltung. Er will die Unternehmenssteuern von 33,3 Prozent auf 25 Prozent senken und plant eine Reform der Vermögenssteuer, die Kapital, das investiert wird, von der Besteuerung ausnimmt, außer Immobilieneinkünfte.[77]
- Energie- und Umweltpolitik: Macron möchte die Abhängigkeit Frankreichs von der Atomenergie vermindern. Einen Ausstieg aus dieser lehnt er ab. Er fordert ein umweltfreundliches Steuersystem, um eine Wirtschaft mit niedrigem CO2-Ausstoß zu erreichen.[77]
- Asylpolitik: Macron fordert eine schnellere Bearbeitung von Asylverfahren, zur Ermöglichung einer zügigen Ausbildung und Integration für Personen mit Asylrecht und einer zügigen Abschiebung von Personen ohne Asylrecht.[77]
- Europapolitik: Das auffälligste Kennzeichen von Macrons Wahlkampf ist, dass er ein „offensives Bekenntnis zu Europa“ in den Mittelpunkt stellt.[78] „Ich habe Europa im Herzen“, versichert er. Er umgibt sich mit Europaflaggen, ruft bei Wahlkampfveranstaltungen „Wir wollen Europa!“ und tritt am Wahlabend unter den Klängen von Beethovens Europahumne vor seine Anhänger.[79] Er möchte das Schengener Abkommen beibehalten und fordert die Verstärkung von Frontex durch 5000 neue Grenzbeamte an den EU-Außengrenzen sowie ein gemeinsames Informationssystem für besseren Austausch bei der Bekämpfung von organisiertem Verbrechen und Terrorismus.[77] Zudem plädiert er für gemeinsame Institutionen für die Eurozone.[64] Er fordert die Einrichtung eines Budgets der Eurozone in Höhe von mehreren 100 Milliarden Euro für Investitionen, das von einem Parlament der Eurozone legitimiert und kontrolliert und von einem Minister für Wirtschaft und Finanzen der Eurozone gesteuert werden soll.[77] Eine solche europäische Transferunion und damit Euro-Anleihen und die Vergemeinschaftung von Staatsschulden wird von Politikern insbesondere in Deutschland kritisiert. Sie erwarten stattdessen verstärkte Anstrengungen der französischen Politik, die eigene Wirtschaft voranzubringen.[80] Macron bezeichnete Deutschlands Außenhandelsüberschuss im Präsidentschaftswahlkampf als „nicht mehr tragbar“.[81]

### Sonstige politische Positionen
- Direkte Demokratie: Die Einführung direkter Demokratie in Form von Volksinitiativen und daraus gegebenenfalls resultierenden Volksabstimmungen in Frankreich lehnt Macron ab.[82] Seiner Ansicht nach sei Frankreich zu gewalttätig, als dass derartige demokratische Verfahren eingeführt werden könnten.[83] Der Ausbau direktdemokratischer Initiativverfahren gehörte unter dem Begriff référendum d’initiative citoyenne zu den Kernforderungen der Gelbwestenbewegung.[84]

In einem von der Zeit in Auszügen wiedergegebenen Interview, das am 23. Dezember 2020 in L’Express erschien, positionierte Macron sich zu weiteren Feldern:
- Rolle des Staates: Bei den Franzosen stehe der Staat einerseits für Einheit, andererseits für Zwang. Man empfinde für ihn eine Form der Hassliebe. Für alles, was nicht funktioniere, werde dem Staat die Schuld gegeben, weshalb das Vertrauen in dessen Strukturen und in die politischen Verantwortlichen „seit Jahrzehnten schwächer als anderswo“ sei.
- Öffentliche Meinungsbildung in der Corona-Pandemie: Nicht geäußerte Zweifel, die auch Fortschritt und Erkenntnis bringen könnten, seien das Problem, sondern Obskurantismus. Als Hauptproblem sieht Macron das Schwinden jeder Hierarchie in einer Gesellschaft, in der permanent kommentiert und alle Äußerungen unabhängig von fachlicher Kompetenz für gleichwertig angesehen würden. Es entstehe ein Teufelskreis: „Eine Gleichmacherei, die zum Skeptizismus führt, erzeugt Obskurantismus. Der steht im Gegensatz zum kartesianischen Fundament des rationalen Denkens und der Wahrheit, und so entstehen Verschwörungstheorien.“
- Kulturelle Identität der Franzosen: Französisch zu sein, bedeutet für Macron zunächst, „in einer Sprache und in einer Geschichte zu Hause zu sein, also ein Schicksal zu teilen.“ Speziell bei der Einbürgerung werde man deshalb die Anforderungen bei Geschichts- und Französischkenntnissen anheben. „Wenn bestimmte Leute unser Fundament angreifen und infrage stellen, unsere Werte ablehnen, die Gleichstellung der Geschlechter, die Laizität – dann können sie keine Franzosen sein, denn sie lehnen die Grundprinzipien ab.“ Macrons Integrationskonzept schließt aber ein, dass Einbürgerungswillige sich zum republikanischen Modell bekennen, ohne die eigenen kulturellen Wurzeln zu verleugnen. Außerhalb Frankreichs Geborene brächten Einzigartiges und Bedeutungsvolles mit, das anzuerkennen sei. „Jeder muss zwischen unterschiedlichen kulturellen Horizonten leben dürfen.“
- Bindung an Europa: Fortschritts- und Zukunftsoptimismus bindet Macron an gemeinsames Handeln der Franzosen nicht zuletzt im europäischen Rahmen, der sich positiv entwickle, wie etwa neuerdings die Einigung auf Konjunkturanreize durch gemeinsame Verschuldung und auf eine u. a. militärisch und technologisch untersetzte strategische Autonomie zeige. Frankreichs Vorankommen hänge von der Souveränität Europas ab. „Das Wir ist ein Handlungsprinzip, es ist unsere historische, kulturelle Identität und zugleich eine Praxis für heute und morgen.“[85]

## Präsidentschaft

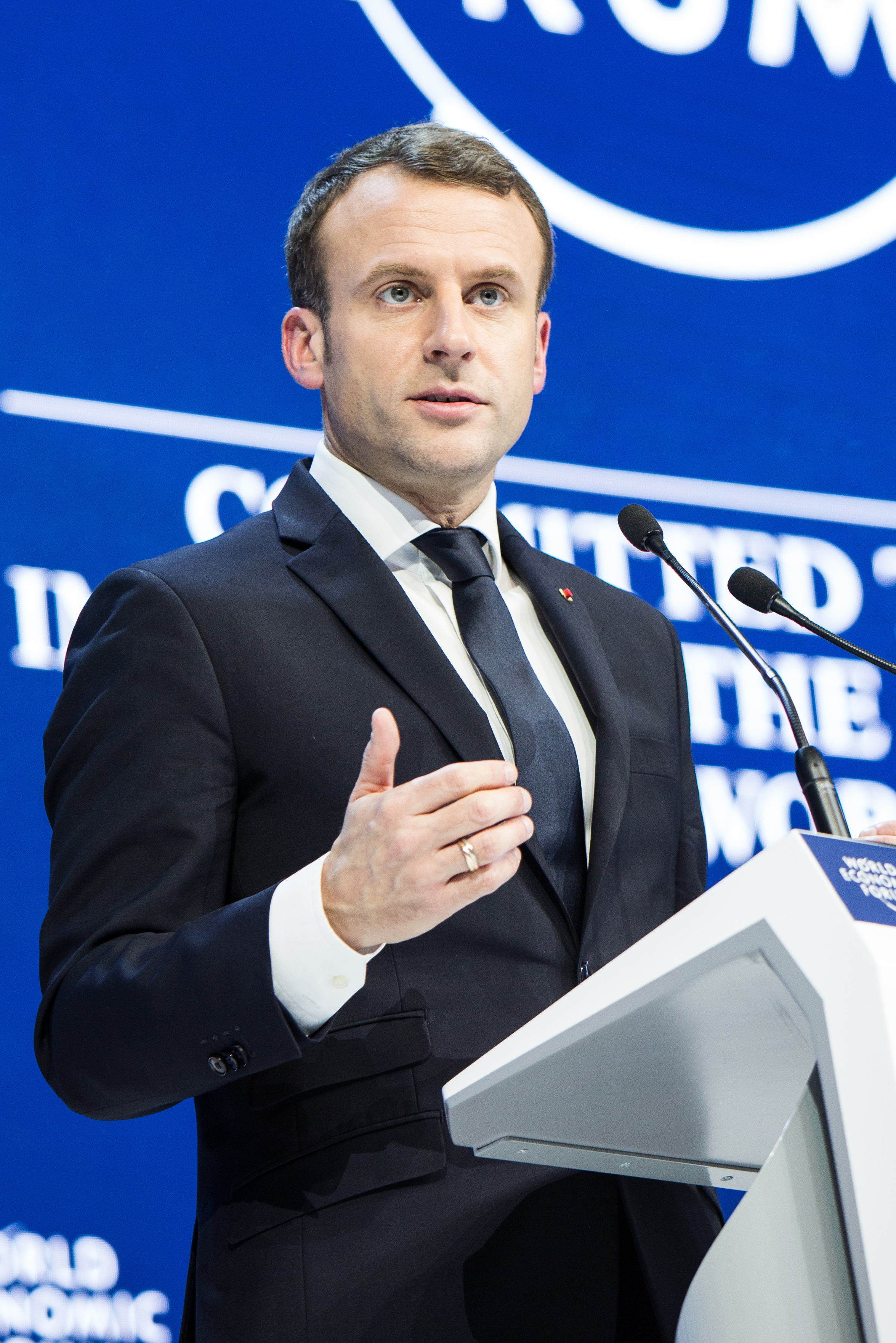
Macron beim 48. Jahrestreffen des Weltwirtschaftsforums in Davos (2018)

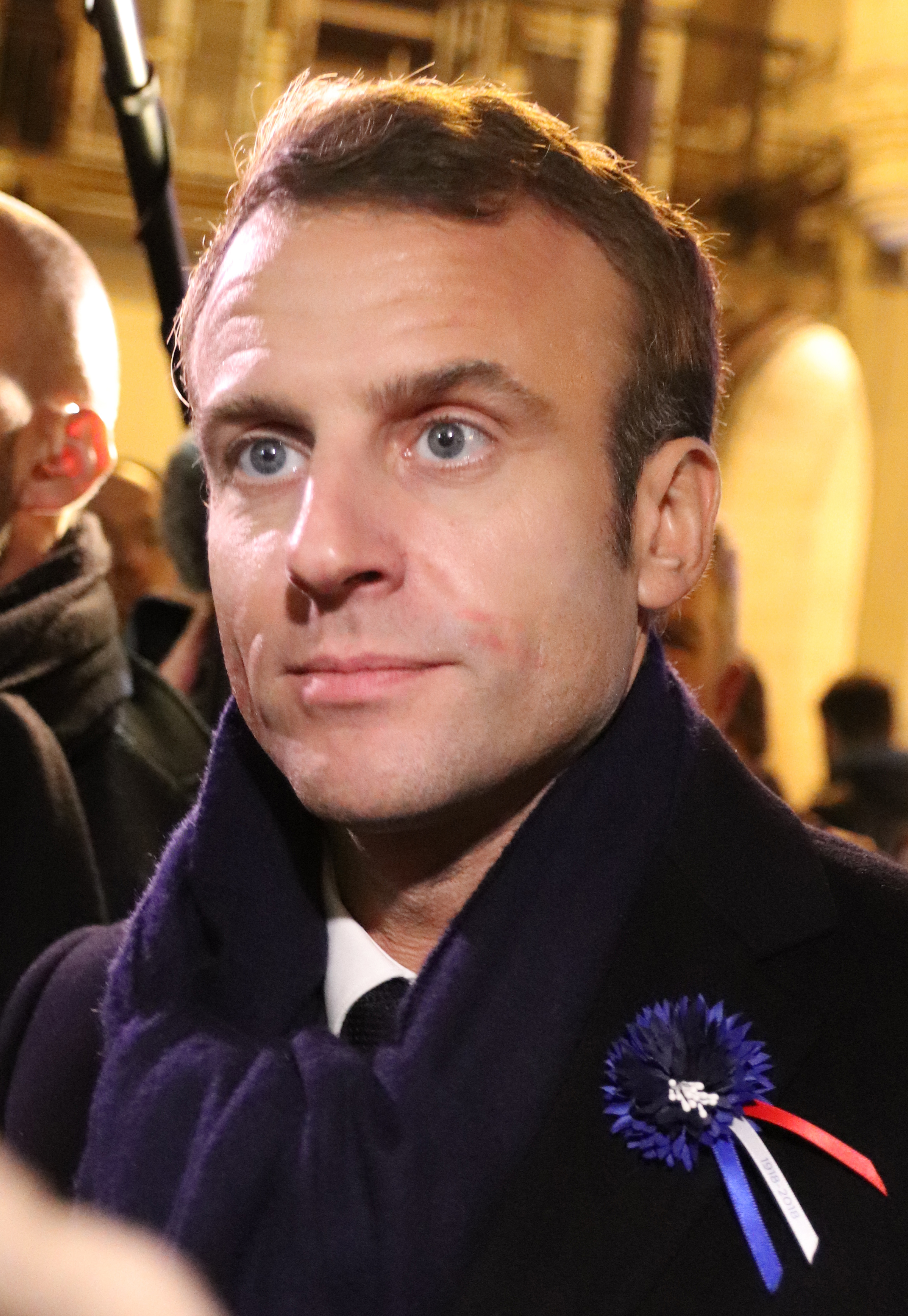
Macron im November 2018 in Péronne anlässlich der Feierlichkeiten zum Waffenstillstand 1918

Nach seinem Sieg in der Stichwahl zur Präsidentschaft am 7. Mai 2017 versammelte Macron Zehntausende Anhänger auf dem Innenhof des Louvre und unterstrich damit symbolisch seine Entscheidung, abseits der bisherigen parteipolitischen Linien einen Neuanfang zu versuchen (die Rechten versammeln sich nach Wahlsiegen traditionell auf der Place de la Concorde, die Linken auf der Place de la Bastille).
Am 14. Mai 2017 wurde Macron ins Amt eingeführt und übernahm die Amtsgeschäfte von François Hollande. Seit dem Tag ist er kraft Amtes unter anderem auch Kofürst von Andorra. Am folgenden Tag ernannte er den bisherigen Bürgermeister von Le Havre, Édouard Philippe, zum neuen Premierminister. Die Wahl des Politikers der konservativen Républicains sollte vor der anstehenden Parlamentswahl Macrons Bemühen um eine parteien- und lagerübergreifende Mehrheit unterstützen. Am Abend besuchte Macron auf seiner ersten Auslandsreise der Tradition entsprechend die deutsche Regierungschefin. Auch mehrere Schlüsselpositionen im Kabinett Philippe I und Kabinett Philippe II sind mit Personen wie dem Premierminister Édouard Philippe selbst und dem Wirtschafts- und Finanzminister Bruno Le Maire besetzt, die eine Affinität zur Europäischen Union und besonders zu Deutschland aufweisen. Im Juli 2020 kündigte Macron nach einem schlechten Abschneiden in den Kommunalwahlen eine Neubildung der Regierung seines Premierministers, Édouard Philippe, an. Es folgten mehrere Regierungsumbildungen (siehe französische Regierung).
Am 3. März 2022, einen Tag vor Ablauf der Bewerbungsfrist für die Präsidentschaftswahl 2022, kündigte Macron seine Kandidatur für eine zweite Amtszeit an.
Beim ersten Wahlgang am 10. April 2022 erhielt er rund 27 Prozent der abgegebenen Stimmen und platzierte sich vor seiner Hauptkonkurrentin, Marine Le Pen. Drei Tage vor dem zweiten Wahlgang, der erforderlichen Stichwahl zwischen den beiden Erstplatzierten, versuchten die Regierungschefs Deutschlands (Olaf Scholz), Spaniens (Pedro Sánchez) und Portugals (António Costa) in einem Gastbeitrag in der liberalen Tageszeitung Le Monde im Sinne der Einheit Europas Einfluss auf die Wahl zu nehmen, indem sie sich indirekt gegen die Europakritikerin Le Pen und für Macron aussprachen. Bei der Stichwahl am 24. April erhielt Macron 58,55 Prozent der Stimmen und wurde für eine zweite Amtszeit gewählt. Umfragen ergaben, dass 42 Prozent derer, die für ihn stimmten, dies vor allem taten, weil sie den Zugang zum Präsidentenamt für Le Pen blockieren wollten, und nicht, weil sie Macron für einen guten Kandidaten hielten. 61 Prozent der Franzosen wünschten in den Tagen nach Macrons Sieg, die Mehrheit der am 12. und 19. Juni 2022 zu wählenden Volksvertreter in der Nationalversammlung möge aus Gegnern Macrons bestehen; demnach bevorzugt die Mehrheit der Franzosen eine erneute Cohabitation, wie sie bereits in mehreren Phasen zwischen 1986 und 2002 bestand. Am 15. Mai 2022 wurde Élisabeth Borne von Macron zur neuen Ministerpräsidentin ernannt, was eher linke Wähler bei der Parlamentswahl im Juni ansprechen sollte.
Bei dieser holte Macrons Parteienbündnis Ensemble dann 25,75 Prozent der Stimmen (etwa 6,5 Prozent weniger als 2017) und trotz des Mehrheitswahlrechts nur 245 von 577 Parlamentssitzen, womit die absolute Mehrheit klar verfehlt war. Dies lag vor allem am starken Abschneiden von Jean-Luc Mélenchons Linksbündnis NUPES (Nouvelle union populaire écologique et sociale aus den Parteien La France insoumise, Sozialisten, Grünen und Kommunisten), das 131 Wahlkreise/Mandate gewann und Marine Le Pens Rassemblement National, der 89 Wahlkreise/Mandate gewann, überholte. Nachdem Borne im Januar 2024 zurücktrat, beauftragte Macron seinen bisherigen Bildungsminister, den zu dem Zeitpunkt 34-jährigen Gabriel Attal mit der Regierungsbildung (Kabinett Attal). Attal wurde damit jüngster Ministerpräsident in der Geschichte der Republik.
Im Juni 2024 löste Macron nach der Europawahl in Frankreich 2024, aus der seine Partei starke Stimmenverluste hinnehmen musste, das französische Parlament auf und kündigte mit den Worten, dass er „nicht so tun“ könne, „als ob nichts geschehen wäre“ Neuwahlen an. Am 5. September 2024 ernannte Macron Michel Barnier zum neuen Premierminister. Dessen Regierung, das Kabinett Barnier, hielt jedoch nur bis Dezember desselben Jahres. Noch im selben Monat wurde François Bayrou von Macron zum Premierminister ernannt und dessen Regierung (Kabinett Bayrou) vereidigt.

### Innenpolitik
Im Juli 2017 wurde ein Gesetz zur „Steigerung der politischen Moral“ verabschiedet. Es sieht u. a. vor, dass Abgeordnete künftig keine Familienangehörigen als Mitarbeiter beschäftigen dürfen. Außerdem müssen von ihnen Belege für die Spesenentschädigung vorgelegt werden, und bei einem nachgewiesenen Verbrechen verlieren sie nach ihrer Verurteilung die Wählbarkeit. Das Gesetz war zum Teil eine Reaktion auf Vorwürfe, die gegen François Fillon im Wahlkampf erhoben worden waren.
Im Vorfeld des 100. Jahrestag des Endes des Ersten Weltkriegs sprach sich Macron für eine legitime Huldigung Philippe Pétains aus, der als Held der Schlacht um Verdun von 1916, zugleich aber als Kollaborateur mit dem nationalsozialistischen Deutschland im Zweiten Weltkrieg gilt.
Im September 2017 wurde eine umfangreiche Arbeitsmarktreform  verabschiedet. Der Kündigungsschutz wurde dabei gelockert und die Höhe von Abfindungen für gekündigte Mitarbeiter zeitlich und in der finanziellen Höhe begrenzt. Kleine Unternehmen mit weniger als 50 Mitarbeitern (dies sind etwa 95 Prozent aller französischen Unternehmen) können nun Branchenvereinbarungen etwa über Arbeitszeiten und Gehälter umgehen und mehr Entscheidungen betriebsintern regeln, ohne die Gewerkschaften einzubeziehen.
Parallel dazu wurde wie im Wahlkampf angekündigt die Vermögenssteuer weitgehend abgeschafft – die Besteuerung von Immobilienbesitz blieb erhalten – mit der Absicht, Steuerflüchtlingen eine Rückkehr nach Frankreich zu erleichtern, die damit wiederum zur Schaffung von Arbeitsplätzen beitragen sollen. Dies begünstigte Vermögende, und da gleichzeitig Sozialleistungen gekürzt wurden, wurden diese Reformen angesichts von rund 8,8 Millionen Franzosen unterhalb der Armutsgrenze von der linken Opposition kritisiert; diese tadelte Macron als „Präsident der Reichen“. Demgegenüber hatte der linke Gegenkandidat, der Sozialist Benoît Hamon, für seine Präsidentschaft ein Grundeinkommen für Geringverdiener geplant. Im September 2018 stellte Macron einen Plan zur Armutsbekämpfung in Frankreich mit einem Aktivitätseinkommen mit Pflicht zur Arbeitssuche vor: Ein „Revenu universel d’activité“ im Unterschied zum „Revenu d’inactivité“ (Arbeitslosengeld) und aufbauend auf dem bisher gezahlten „Revenu de solidarité active“ soll den gesellschaftlichen Zusammenhalt stärken und die Ideale der Französischen Republik von Gleichheit und Brüderlichkeit ((Liberté) égalité, fraternité) einlösen. Sozialleistungen sollen gebündelt und vereinfacht werden. Das „Aktivitätseinkommen“ soll ein Grundeinkommen sein, nicht bedingungslos für alle in Frankreich lebenden Menschen, soll jedoch jedem Bürger zustehen und durch Investitionen in mehr Plätze in Kindertagesstätten ergänzt werden. Die Höhe war im Herbst 2018 noch offen.
Anfang 2018 präsentierte Macron den Entwurf für eine Verschärfung des Asylrechts in Frankreich. Ziel des Gesetzespakets soll sein, dass Asylverfahren schneller bearbeitet, Fristen für Gegenklagen verkürzt und Abschiebungen erleichtert werden. Der Vorschlag wurde in der En-Marche-Fraktion im französischen Parlament kontrovers diskutiert und brachte Macron erstmals massive Kritik aus den eigenen Reihen von Abgeordneten ein, die diesen Vorschlag in Teilen als zu hart ansahen. Schließlich stimmte trotz allem eine Parlamentsmehrheit dem Gesetz zu.
Auf großen Widerstand traf die geplante Bahnreform. Die Regierung schlug im April 2018 vor, den aus der Zeit vor dem Zweiten Weltkrieg stammenden Sonderstatus der Eisenbahner bei Neueinstellungen abzuschaffen. Dieser erlaubt es Angehörigen der Staatsbahn SNCF, mit 57 Jahren in Rente zu gehen; darüber hinaus sind sie faktisch unkündbar und genießen weitreichende Vergünstigungen wie Betriebswohnungen und Gratisfahrkarten für Verwandte. Außerdem soll die geplante Reform es privaten Anbietern ermöglichen, eigene Züge in Frankreich verkehren zu lassen. Im Gegenzug erklärte die Regierung ihre Absicht, den Staat einen Teil der Schulden der SNCF übernehmen zu lassen und soziale Sicherheiten für die Arbeitnehmer zu garantieren. Die Eisenbahngewerkschaften lehnten die Pläne ab und starteten einen zunächst zweimonatigen Streik, in dessen Verlauf es an zwei Tagen pro Woche zu Arbeitsniederlegungen kam. Die Streikenden schafften es jedoch nicht, die Regierung zum Einlenken zu zwingen. Zwar wurde der Streik verlängert, erschöpfte sich aber zusehends. Mitte Juli lief der Bahnbetrieb wieder normal, wenngleich zwei Gewerkschaften zur Fortsetzung der Arbeitsniederlegungen über den Juli hinaus aufriefen. Die etwa dreimonatige Streik hatte die SNCF 790 Millionen Euro gekostet.
Zeitgleich mit dem Beginn des Eisenbahnerstreiks besetzten Studenten Universitäten in ganz Frankreich, da sie die geplante Reform der Studienplatzvergabe ablehnten. Das bisher gültige Losverfahren zur Vergabe von Studienplätzen soll ersetzt werden durch Aufnahmekriterien, die die Universitäten selbst festlegen. Die bestreikten Hochschulen wurden schließlich von der Polizei geräumt.
Im April 2019 führte Macron einen „allgemeinen nationalen Dienst“ (Service national universel, SNU) ein, der ab 2021 für alle jungen Franzosen zwischen 16 und 25 Jahren verpflichtend wird. Er dauert zunächst einen Monat und kann in zivilen und militärischen Einrichtungen geleistet werden. Ziel dieser allgemeinen Dienstpflicht ist es, die Werte der Französischen Republik zu vermitteln, den gesellschaftlichen Zusammenhalt zu stärken und das soziale Engagement zu fördern.
Die COVID-19-Pandemie in Frankreich begann im März 2020; seit Anfang 2021 gibt es Impfstoffe dagegen. 2021 verbreiteten sich zunächst die ansteckendere Alpha-Variante und dann die ansteckendere Delta-Variante. Im Dezember verbreitete sich die noch ansteckendere Omikron-Variante so stark, dass sie seitdem dominiert. Macron hielt (Stand 20. Januar 2022) an seiner Überzeugung fest, die Schulen offenzuhalten; sie öffneten nach den Weihnachtsferien 2021/22 trotz einer Sieben-Tage-Inzidenz von über 3000.
Macron sagte in einer Fernsehansprache am 12. Juli 2021, die Frage der Impfpflicht stelle sich nicht nur für Menschen in exponierten Berufen (z. B. Gesundheitswesen), sondern für die gesamte Bevölkerung. Danach stieg die Zahl der COVID-19-Impfungen deutlich an (siehe hier). Seit Dezember 2021 dominierte in Frankreich die noch ansteckendere Omikron-Variante. Macron sagte am 5. Januar 2022, er habe „große Lust, den Ungeimpften auf den Wecker zu fallen.“ Impfgegner untergrüben die Grundlagen der Nation. „Wenn meine Freiheit die der anderen bedroht, dann handle ich verantwortungslos“, und Verantwortungslosigkeit widerspreche dem Bürgersinn. In diesen Worten Macrons kann eine Reaktion auf die unerwarteten Schwierigkeiten der Regierung verstanden werden, das Gesetz zum neuen Impfpass in der Nationalversammlung durchzusetzen.
Im September 2022 erklärte er, dass er die Rentenreform, deren Umsetzung im Zuge der Pandemie ausgesetzt wurde, umsetzen werde und diese im Folgejahr in Kraft treten solle. Im selben Monat eröffnete Macron mit dem Nationalen Rat zur Neugründung eine Art Debattierforum, mit dem er Lösungen für dringende Fragen der Zeit erarbeiten möchte. Kritiker sehen darin einen Versuch, die französische Nationalversammlung zu umgehen. Nachdem die von Élisabeth Borne angeführte Regierung die Erhöhung des Renteneintrittsalters unter Berufung auf Artikel 49.3 der französischen Verfassung im März 2023 durchsetzte und damit eine Abstimmung im Parlament umging, überstand Bornes Regierung zwei Misstrauensanträge, wovon einem Antrag neun von 287 benötigten Stimmen fehlten. Im Kontext der Reform kam es landesweit zu zivilen Protesten und Arbeitsniederlegungen der wichtigsten Gewerkschaften, die teilweise in gewaltsame Ausschreitungen mündeten. Während das Innenministerium von knapp 1,1 Millionen Menschen sprach, waren es laut der Gewerkschaft CGT 3,5 Millionen Demonstranten.
Nach der Regierungsumbildung bzw. Vereidigung des Kabinetts Attal im Januar 2024 kündigte Macron einen Pflichtdienst an der Nation für junge Menschen und den Bau weiterer Atomkraftwerke an. Macron machte außerdem das Theaterspielen zur Pflicht von Mittelschülern und genehmigte die (vorerst testweise) Implementierung von Schuluniformen.
Im März 2024 wurde das Recht auf Schwangerschaftsabbruch nach einer Entscheidung der Nationalversammlung und des Senats in die Verfassung aufgenommen. Frankreich wurde damit das weltweit erste Land, in der das Recht auf Abtreibung in der Verfassung verbrieft wurde. Der Vorschlag, das Recht in der Verfassung niederzuschreiben, ging auf Macron zurück.

### Außenpolitik
Zum Bürgerkrieg in Syrien kündigte Macron am 21. Juni 2017 in einem langen Interview mit acht europäischen Zeitungen (Le Figaro, Süddeutsche Zeitung, Le Soir, The Guardian, Corriere della Sera, El País, Gazeta Wyborcza und Le Temps) einen Kurswechsel an. Das Problem solle von nicht-syrischen Mächten in erster Linie nicht militärisch, sondern politisch angegangen werden, das bisherige Vorgehen sei ein Fehler gewesen. Ein wirklicher Wandel bestehe ab sofort darin, dass es nicht mehr in erster Linie um die Absetzung von Baschar al-Assad gehe, denn niemand habe bisher einen rechtmäßigen Nachfolger für diesen aufzeigen können. Macron stellte in der Syrienfrage vier Prinzipien auf: 

1. Entschlossener Kampf gegen die Terrorgruppen; diese seien Feinde, von denen islamistische Anschläge ausgingen. In diesem Kampf brauche man Russland als Bündnispartner. 

2. Schaffung einer gewissen Stabilität in Syrien, um einen weiteren Failed State (gescheiterten Staat) zu vermeiden. Macron wolle zehn Jahre „Neokonservatismus“ in der Außenpolitik beenden, die er negativ bewerte, besonders auf Libyen und den Irak bezogen. Man könne die Demokratie nicht von außen in ein Land bringen, wenn die Leute dort das nicht wollten. 

3. Zwei rote Linien im Syrien-Konflikt: den Chemiewaffen-Einsatz und den ungehinderten Zugang für Hilfsmaßnahmen. Das habe Macron Putin „sehr deutlich“ gesagt. Jeder Einsatz von Chemiewaffen werde von Frankreich, sogar im Alleingang, eine Antwort erhalten; in diesem Punkt stimme man mit den Vereinigten Staaten überein. 

4. Die Stabilität Syriens als mittelfristiges Ziel; dazu gehöre, dass Minderheiten im Land rechtlich anerkannt würden.
Im November 2019 erklärte Macron die NATO für „hirntot“ und sorgte damit einerseits für Empörung, stieß damit andererseits aber eine Diskussion über die Zukunft der europäischen Außen- und Sicherheitspolitik an.
Macron besuchte im Dezember 2021 als erster Regierungschef der westlichen Welt Saudi-Arabien seit der Ermordung von Jamal Khashoggi.
Nach dem Beginn des russischen Überfalls auf die Ukraine im Februar 2022 war Macron der einzige der westlichen Staats- und Regierungschefs, der noch mit dem russischen Präsidenten Putin telefonierte.
Der polnische Ministerpräsidenten Mateusz Morawiecki kritisierte Macron mit den Worten „es hat auch niemand mit Adolf Hitler verhandelt“. Macron antwortete darauf im April 2022, wenige Tage vor der französischen Präsidentschaftswahl und vor dem Hintergrund, dass Morawiecki Macrons politische Gegnerin bei den Wahlen unterstützte, Morawiecki sei ein „rechtsradikaler Antisemit“, der Schwulen, Lesben, Bisexuellen und trans Menschen das Leben schwer mache. Der polnische Außenminister Zbigniew Rau bestellte den französischen Botschafter für ein Gespräch ein.
Macron schloss im März 2024 bei einem Treffen in Paris zum Ukraine-Krieg den Einsatz von Bodentruppen nicht aus („Wir haben eine Dynamik, in der nichts ausgeschlossen werden kann. Wir tun alles, damit Russland diesen Krieg nicht gewinnen kann“) und löste damit eine Kontroverse aus. Viele Länder kritisierten dies und erteilten der Entsendung von Bodentruppen in die Ukraine eine klare Absage. Sie kritisierten auch, dass Frankreich, obwohl es eine der größten Wirtschaftsmächte der Welt ist, auf der Liste der militärischen Waffenhilfe für die Ukraine (gemessen am BIP) einen der letzten Plätze (540 Millionen im Vergleich zu Deutschlands 17,1 Milliarden) einnimmt.
Viele vermuten, dass Macrons Vorstoß in der Frage der Bodentruppen eine Philosophie der Abschreckung, der strategischen Ambiguität gegenüber Russland ist.
Macron hielt am 25. April 2024 an der Sorbonne eine Grundsatzrede (wie schon am 26. September 2017). Europa stehe an einem Wendepunkt und müsse mehr tun, um mit den schnell aufrüstenden globalen Rivalen konkurrieren zu können. Europa müsse sich der Tatsache bewusst werden, dass es angesichts globaler Bedrohungen wie Russlands Krieg in der Ukraine nicht ausreichend bewaffnet sei und dass es seine Verteidigungsstrategie ändern müsse.
Macron zeigt sich erstmals offen für eine europäische Raketenabwehr und schlug die Schaffung einer europäischen Militärakademie vor.
Im Oktober 2024 gab Macron vor dem Hintergrund des Kriegs in Israel, Gaza und Libanon bzw. des Israelisch-palästinensischen Konflikts bekannt, Israel nur noch Waffen zur Raketenabwehr und anderweitige Verteidigungsausrüstung liefern. Macron sprach sich dafür aus, Israel keine Waffen mehr für die Kriegsführung zu liefern. Er erklärte sein Bedauern, dass sich in dem Konflikt nichts bewege trotz aller diplomatischen Bemühungen um einen Waffenstillstand: „Ich denke, dass wir nicht gehört werden, und ich halte es für einen Fehler, auch für die Sicherheit Israels“.

### Europapolitik
In seiner am 26. September 2017 an der Sorbonne vorgetragenen programmatischen Rede entwickelte Macron eine „Initiative für Europa“, die unter neuen Vorzeichen auf die zügige Schaffung einer souveränen, geeinten und demokratischen Europäischen Union zielt. Schwerpunkte der Rede waren die Themen: Migrationspolitik, digitale Revolution und Reform der Europäischen Union.
 Nach Einschätzung des EU-Historikers Christoph Driessen war dies „die seit vielen Jahren wichtigste“ europapolitische Grundsatzrede überhaupt. „Die Rede zeichnet sich dadurch aus, dass sie einerseits ein visionäres Ziel beschreibt – eine handlungsfähige, starke und demokratische EU – und dieser Vision andererseits mit konkreten Vorschlägen Leben einhaucht.“ Macrons Leitgedanke sei dabei die Idee „ein Europa, das schützt“ gewesen.
Macron hat sich in der Europapolitik als Gegner des italienischen Innenministers und Parteiführers der Lega Nord, Matteo Salvini, und des ungarischen Ministerpräsidenten, Viktor Orbán, positioniert. So bezeichnete der Sprecher von Macrons Partei, Gabriel Attal, die Flüchtlingspolitik Salvinis als „zum Kotzen“. Salvini wiederum beschimpfte Macron als „Schwätzer und Heuchler“.
Im Januar 2022 griff Macron in einer Grundsatzrede vor dem Europäischen Parlament Punkte seiner Initiative von 2017 wieder auf. Er lehnte eine Erweiterung der Europäischen Union um die sechs Länder des Westbalkans ab. So wie die Europäische Union heute funktioniere, könne sie „kein Europa zu 31, 32 oder 33“ werden. Macron knüpfte eine Aufnahme weiterer Staaten an eine „Reform der Regeln“. Im Mai 2022 schlug Macron eine Wiederauflage der 1952 gescheiterten Europäischen Politischen Gemeinschaft vor. Der Vorschlag wurde im Oktober 2022 mit einem Gründungstreffen umgesetzt.
Nach einem Staatsbesuch in der Volksrepublik China im April 2023 erklärte Macron, dass Europa dem Druck widerstehen müsse, „Amerikas Gefolgsleute“ zu werden. Er erklärte dies vor dem Hintergrund des Taiwan-Konflikts. Bei diesem bestehe laut Macron für Europa ein „großes Risiko“, darin verwickelt zu werden, obwohl der Konflikt nicht der Europas sei. Europa müsse seine Abhängigkeit von den Vereinigten Staaten verringern und vermeiden, in eine Konfrontation zwischen China und den Vereinigten Staaten über Taiwan hineingezogen zu werden. Der Vorstoß Macrons stieß bei manchen deutschen Politikern auf scharfe Kritik. Der Vorsitzende der Europäischen Volkspartei (EVP), Manfred Weber (CSU), sagte unter anderem, dass sich die EU unglaubwürdig machte, wenn sie einerseits „Souveränität für Europa einfordert und dann jeden Wirtschaftsdeal mit China abschließt, den man kriegen kann“ und behauptete ferner: „Die chinesische Führung wird die Europäer so nicht respektieren“. Der Europapolitiker Christoph Ploß (CDU) wies Macrons Vorstoß ebenfalls zurück und erklärte, dass die Vereinigten Staaten der wichtigste Partner Deutschlands außerhalb Europas seien. Gerald Braunberger, ein Herausgeber der Frankfurter Allgemeinen Zeitung (FAZ), nannte die Aussagen Macrons dessen „De-Gaulle-Moment“.
Er meinte, aus wirtschaftlicher Sicht falle Macrons Kritik an der führenden Rolle des US-Dollars im Weltfinanzsystem auf. An ihr störe sich Frankreich seit de Gaulles Zeiten mehr als Deutschland. Eine Alternative zur Dollar-Dominanz sei jedoch nicht in Sicht, weder Europa noch China könnten sie liefern. Noch vom 26. bis zum 28. Mai 2024 weilte Macron auf einem Staatsbesuch in Deutschland.

### Affären und Proteste

#### Die Benalla-Affäre
Am 18. Juli 2018 veröffentlichte die Tageszeitung Le Monde ein Amateurvideo, auf dem zu sehen war, wie ein Leibwächter Macrons, Alexandre Benalla, mit einem Polizeihelm bekleidet an der Seite von Bereitschaftspolizisten gegen einen Teilnehmer der teilweise gewaltsamen Demonstrationen am 1. Mai 2018 in Paris handgreiflich wurde. Benalla war kein Polizist, sondern Angestellter des Élysée-Palasts und somit nicht mit polizeilichen Befugnissen ausgestattet.
Der Élysée-Palast hatte bereits am 2. Mai von dem Vorfall erfahren, Benalla wurde jedoch zunächst mit nur geringen Sanktionen weiterbeschäftigt. Am 19. Juli 2018 eröffnete die Staatsanwaltschaft Paris nach den Medienberichten ein Vorermittlungsverfahren gegen Benalla unter anderem wegen des Verdachts auf Körperverletzung im Amt, Amtsanmaßung und wegen des unberechtigten Führens hoheitlicher Zeichen.
In beiden Parlamentskammern führte die Angelegenheit zu heftigen Reaktionen; die vorgesehene Lesung einer von der Regierung eingebrachten Verfassungsänderung wurde vertagt.
Ende Juli 2018 wurde bekannt, dass die Affäre durch Indiskretionen und gezielte Desinformation aus dem Polizeiapparat angefacht wurde, der sich einer möglichen Reform des Élysée-Sicherheitsdienstes widersetzt. Am 5. November 2021 verurteilte ein Pariser Gericht den inzwischen 30-jährigen Benalla wegen seiner Handgreiflichkeiten bei den Demonstrationen vom 1. Mai 2018 sowie wegen widerrechtlicher Benutzung von Diplomatenpässen, Urkundenfälschung und illegalen Tragens einer Waffe zu drei Jahren Haft, davon zwei auf Bewährung. Drei weitere Angeklagte in der Sache wurden zu Haftstrafen auf Bewährung und Geldstrafen verurteilt. Mit dem erstinstanzlichen Urteil ging das Gericht über den Antrag der Staatsanwaltschaft hinaus, die 18 Monate auf Bewährung gefordert hatte, zudem ein zehnjähriges Verbot, eine Waffe zu tragen, und ein fünfjähriges Berufsverbot für den öffentlichen Dienst. Im Berufungsverfahren im Juni 2023 blieb die Staatsanwaltschaft bei ihren Forderungen.

#### Die Gelbwestenbewegung
Die Zustimmungswerte für Macron und seine Präsidentschaft sind im Zuge der Umsetzung seiner Reformpolitik deutlich zurückgegangen und im Dezember 2018 auf 23 Prozent gesunken. An aufeinanderfolgenden Samstagen seit dem 17. November 2018 gingen Demonstranten, größtenteils in gelbe Warnwesten (gilets jaunes) gekleidet, zu Protestaktionen auf die Straßen des Landes. Unter anderem fanden Verkehrsblockaden statt, auch in vielen Teilen der französischen Provinzen.
Doch es kam auch zu Gewaltausbrüchen mit in Brandsetzung von Autos und Straßenmobiliar sowie Plünderungen von Banken und Geschäften und Demolierungen am Arc de Triomphe in Paris. Aufgerufen wurde zu den Protesten im Internet, ohne dass eine Organisation oder Institution dahinterstand. Den Anlass bildeten Preissteigerungen bei Benzin und Diesel aufgrund von Steuererhöhungen, die insbesondere Berufspendler betrafen. Hinzu kamen Forderungen nach Besserstellung sozial Benachteiligter und nach dem Rücktritt Macrons, der Kritikern als „Präsident der Reichen“ gilt.
Nach dem dritten Protestwochenende reagierte die französische Regierung mit der Aussetzung der Benzin- und Dieselsteuererhöhung und stoppte vorerst auch die geplanten Preissteigerungen für Elektrizität und Gas. Da auch das die Proteste der Gelbwesten nicht beendete, wandte Macron sich in einer Fernsehansprache am 10. Dezember 2018 an die Franzosen: Die Ereignisse der letzten Wochen hätten die Nation verstört. Den Gewaltausbrüchen werde man kompromisslos entgegentreten. Wut und Ärger der Protestierenden dagegen seien in mancher Hinsicht legitim und vielleicht als Chance nutzbar. Was da jetzt hochkoche, sei eine in 40 Jahren aufgestaute Malaise (Unbehagen), auf die man in den anderthalb Jahren seiner Präsidentschaft nicht schnell und nicht überzeugend genug Antworten gefunden habe. Er, Macron, übernehme dafür seinen Verantwortungsanteil. Die Regierung werde nun dafür sorgen, dass alle Franzosen von ihrer Arbeit in Würde leben können.
Vier konkrete, kurzfristig umzusetzende Maßnahmen kündigte er an: eine staatliche Subvention des Mindestlohns von bis zu 100 Euro im Monat; Steuer- und Abgabebefreiung von Überstundenvergütungen; Entlastung von Rentnern mit einem Monatseinkommen unter 2000 Euro; eine abgabenfreie, freiwillige Prämie der Arbeitgeber für Arbeitnehmer zum Jahresende. Ausdrücklich ablehnend äußerte sich Macron zu der von der Gelbwestenbewegung ebenfalls geforderten Wiedereinführung der Vermögenssteuer.
Emmanuel Macron reagierte auf Proteste der Gelbwesten auch mit Ausrufung einer „großen nationalen Debatte“ (grand débat national). Zu deren Auftakt am 15. Januar 2019 traf er sich mit 600 Bürgermeistern in der Normandie. Der Bürgermeister von Grand Bourgtheroulde überreichte dem Präsidenten sein „Beschwerdeheft“ (cahier de doléances). In diesem Beschwerdeheft hatten 110 Bürger der Gemeinde in den Wochen zuvor ihre Forderungen niedergeschrieben, wie auch zahlreiche andere in tausenden Gemeinden Frankreichs, die zum großen Teil mit der Gelbwestenbewegung sympathisieren.

#### Die Uber-Affäre
2022 kam die so genannte Uber-Affäre ans Licht, bei der dem US-amerikanischen Konzern Einflussnahme zwischen 2014 und 2017 vorgeworfen wurde.
Macron soll Kontakte und geheime Treffen mit dem Unternehmen Uber gepflegt und seinen Einfluss genutzt haben, um eine Liberalisierung für Chauffeurdienste zu erwirken. Aus der Opposition hieß es, dass Macron die Interessen des US-amerikanischen Konzerns über jene seines eigenen Landes gestellt habe. Ein parlamentarischer Untersuchungsausschuss berichtete im Juli 2023 von der Existenz „undurchsichtiger“ und „privilegierter“ Verbindungen, die Macron mit der amerikanischen Plattform geknüpft habe; aufgrund aggressiver Lobbyarbeit bei öffentlichen Entscheidungsträgern soll es dem amerikanischen Unternehmen gelungen sein, in eine unfaire Konkurrenz zum etablierten Taxigewerbe zu treten. Unter den Mitgliedern der Untersuchungskommission stimmten zwölf Abgeordnete der Opposition für den Abschlussbericht, aber zehn Abgeordnete enthielten sich der Stimme.

## Privatleben
Macron ist seit 2007 mit seiner früheren Französischlehrerin, Brigitte Trogneux (* 1953), verheiratet. Das Paar begegnete sich zum ersten Mal, als Macron 15 Jahre alt war und das Lycée la Providence in Amiens besuchte.
Im Alter von 17 Jahren habe sich Emmanuel Macron in die knapp 25 Jahre ältere Frau verliebt, hieß es später. Um einen möglichen Skandal zu vermeiden, sei er auf Wunsch seiner Eltern nach Paris gezogen und habe dort seine Schullaufbahn fortgesetzt (siehe oben).

## Wissenswertes
Macron spricht fließend Englisch. Anlässlich der Gedenkfeier im Deutschen Bundestag am 22. Januar 2024 für den verstorbenen ehemaligen Bundesminister und Bundestagspräsidenten Wolfgang Schäuble sprach Macron in seiner Rede weite Teile auf Deutsch.

## Auszeichnungen und Ehrungen
- 2012: Großoffizier des Nationalen Ordens vom Kreuz des Südens, Brasilien[168]
- 2014: Commander des Order of the British Empire, Vereinigte Königreich[169]
- 2017: Großkreuz des Ordens der Ehrenlegion, Frankreich
- 2017: Großkreuz des Nationalen Verdienstordens, Frankreich
- 2017: Großkreuz des Erlöser-Ordens, Griechenland[170]
- 2018: Großkreuz des Nationalen Löwenordens, Senegal
- 2018: Großkreuz des Ordens der Republik, Tunesien[171]
- 2018: Karlspreis[172]
- 2018: Ritter des Elefanten-Ordens, Dänemark[173]
- 2018: Großkreuz des Finnischen Ordens der Weißen Rose, Finnland
- 2018: Großkreuz des Mugunghwa-Ordens, Südkorea[174]
- 2018: Großkreuz des Leopoldsordens, Belgien[175]
- 2018: Ritter des Nassauischen Hausordens vom Goldenen Löwen, Luxemburg[176]
- 2018: Mugunghwa-Orden der Republik Korea
- 2019: Großkreuz des Nationalordens, Elfenbeinküste
- 2020: Großkreuz des Nil-Ordens, Ägypten[177]
- 2021: Großkreuz mit großer Ordenskette des Verdienstordens der Italienischen Republik[178]
- 2024: Internationaler Preis des Westfälischen Friedens[179]